# 世界麻雀大会
世界麻雀大会（せかいマージャンたいかい、英語:World Series Of Mahjong）は、ワールドマージャン社が開催するプロ麻雀の世界選手権。略称はWSOM。トーナメント制と賞金制を採用しており、総額は100万ドルである。出場条件として21歳以上であることが求められ、出場費用として5000ドル払わなくてはいけない。日本では、「ワールドシリーズオブ麻雀」と表記されることもある。
世界麻雀組織が開催する世界麻雀選手権とは何の関係もない。

## 歴史

### 第1回大会
2007年6月15日から17日の3日間にかけて開催された。10か国から265名が参加し、香港出身の許宗澧（フイ・チュンライ）が優勝した。
なお、この大会から5か月後の11月1日から5日にかけて、世界麻雀組織による第1回世界麻雀選手権も開催されている。

### 第2回大会
2008年9月19日から21日の3日間にかけて開催された。15か国から302名が参加し、香港のAIA保険に勤める保険計理人何國雄（ホー・カクフン）が優勝した。また日本から出場した青野滋が4位、釘宮公人が5位に入賞した。
また、メインイベントとなる世界麻雀大会ルールとは異なる、日本式立直麻雀のイベントも9月18日に開催された。

### 第3回大会
2010年10月28日から31日の4日間にかけて開催された。オンライン予選には70000人以上が参加し、大会には20の国・地域から300名以上が参加した。香港出身で家具のセールスマンをしているTak-Kwanが優勝した。

### 第4回大会
2015年12月5日から6日にかけて開催され、中国のZhao Jianが優勝した。また、日本から出場した鈴木たろうが2位となった。

## ルール
関兆豪（Alan Kwan）の中庸麻雀得点計算法を採用している。

## 賞金
賞金は32位まで支払われ、各賞金には5パーセントの税金がかかる。日本円に換算した額はレートによって変わるため、ここでは大まかな額を示す。
| 順位        | 賞金額 (米ドル) | 賞金額 (日本円換算) |
| ----------- | --------------- | ------------------- |
| 優勝        | 500,000         | 約4600万            |
| 2位         | 150,000         | 約1380万            |
| 3位         | 80,000          | 約735万             |
| 4位         | 50,000          | 約460万             |
| 5位 - 8位   | 15,000          | 約140万             |
| 09位 - 16位 | 10,000          | 約92万              |
| 17位 - 32位 | 5,000           | 約46万              |
| 合計        | 1,000,000       | 約9200万            |

## 優勝者
第3位まで掲載する。
| 大会 | 優勝者                    | 2位          | 3位         |
| ---- | ------------------------- | ------------ | ----------- |
| 1    | 許宗澧                    | 劉麗芬       | 余筱萍      |
| 2    | 何國雄 (アレックス・ホー) | 湯金榮       | 林浩楠      |
| 3    | Tak-Kwan                  | Pao Jin-Long | 楊舜智      |
| 4    | Zhao Jian                 | 鈴木たろう   | Lai Siu Kui |

## 開催地
| 期間              | 大会             | 場所                           | 施設                   |
| ----------------- | ---------------- | ------------------------------ | ---------------------- |
| 2007年6月15-18日  | 2007世界麻雀大会 | 中華人民共和国マカオ特別行政区 | ウィン・マカオ         |
| 2008年9月18-21日  | 2008世界麻雀大会 | 中華人民共和国マカオ特別行政区 | ウィン・マカオ         |
| 2010年10月28-31日 | 2010世界麻雀大会 | 中華人民共和国マカオ特別行政区 | ザ・ベネチアン・マカオ |
| 2015年12月5-6日   | 2015世界麻雀大会 | 中華人民共和国マカオ特別行政区 | ザ・ベネチアン・マカオ |

## 関連記事
- 麻雀
- 世界麻雀組織
- 世界麻雀選手権